# Marina Meyer von Achenbach
Marina Meyer von Achenbach, född 6 augusti 1903 i Potsdam i Tyskland, död 2 juli 1997 i Djursholm, var en  tysk-svensk målare, grafiker och tecknare.
Hon var dotter till ämbetsmannen Ado von Achenbach och Laurita de Bary och från 1933 gift med diplomaten Richard Meyer. Tillsammans med sin make, som var av judisk börd, flyttade hon till Sverige i augusti 1939. Hon studerade konst för Adolf Meyer och Leo von König i Berlin och under studieresor till Nederländerna och de tyska kusttrakterna. Separat ställde hon på Esseltehallen i Stockholm 1941 och i samlingsutställningar arrangerade av Föreningen Svenska Konstnärinnor. Ett av hennes mer kända arbeten är ett kolporträtt av Sven Hedin. Hennes konst består av porträtt och landskap utförda i olja, pastell, kol och träsnitt.  